# Vigyázat, feltaláló!
A Vigyázat, feltaláló! (eredeti cím: Son of Flubber) 1963-as amerikai családi-sci-fi filmvígjáték, Fred MacMurray, Nancy Olson, Keenan Wynn, és Ed Wynn főszereplésével. A film producere Walt Disney. Az 1961-es A szórakozott professzor című film folytatása.

## Cselekmény
Ned Brainard professzor, aki főiskolájával az egyetemben azt remélte, hogy sikeres feltalálóként szerez hírnevet és vagyont magának a röpgumi befuttatásával. A tudós új produktuma azonban nem hozta meg a hozzá fűzött reményeket, így Ned most a röpgumi melléktermékeként keletkező gázzal próbál meg érvényesülni. A röpgáz képes befolyásolni az időjárást és segít a főiskolai focicsapatnak megnyeri a nagy mérkőzést.

## Szereplők
| Szerep                              | Színész              | Magyar hang                   |
| ----------------------------------- | -------------------- | ----------------------------- |
| Ned Brainard professzor             | Fred MacMurray       | Bács Ferenc                   |
| Elizabeth `Betsy` Brainard          | Nancy Olson          | Borbás Gabi                   |
| Alonzo P. Hawk                      | Keenan Wynn          | Horváth Sándor                |
| Biff Hawk                           | Tommy Kirk           | Lippai László                 |
| A.J. Allen                          | Ed Wynn              | Velenczey István              |
| Murdock bíró                        | Charles Ruggles      | Buss Gyula                    |
| Rufus Daggett egyetemi rektor       | Leon Ames            | Makay Sándor                  |
| Mr. Hurley                          | Ken Murray           | Hollósi Frigyes               |
| Mr. Hummel                          | William Demarest     | Kenderesi Tibor               |
| Sportriporter                       | Paul Lynde           | Perlaki István                |
| Shelby Ashton professzor            | Elliott Reid         | Mihályi Győző                 |
| Mr. Harker                          | Bob Sweeney          | Dobránszky Zoltán             |
| Desiree de la Roche                 | Joanna Moore         | Kiss Erika                    |
| Védelmi miniszter                   | Edward Andrews       | Horkai János                  |
| Hanson rendőrtiszt                  | James Westerfield    | Kisfalussy Bálint             |
| Bíró a futballmeccsen               | Alan Carney          | Kardos Gábor                  |
| Wilson edző                         | Stuart Erwin         | Gruber Hugó                   |
| Kelley rendőrtiszt                  | Forrest Lewis        | (néma szerep, nem szólal meg) |
| Ügyész                              | Alan Hewitt          | ?                             |
| Mr. Barley                          | Jack Albertson       | ?                             |
| Mr. Osborne                         | Eddie Ryder          | ?                             |
| Mrs. Edna Daggett                   | Harriet E. MacGibbon | Pásztor Erzsi                 |
| Anya a TV-reklámban                 | Beverly Wills        | Csere Ágnes                   |
| George, az apa a TV-reklámban       | Wally Boag           | Forgács Péter                 |
| Rex Williams, a TV-reklám bemondója | Joe Flynn            | Szacsvay László               |
| George                              | Clegg Hoyt           | Antal László                  |
| Rutland edző                        | Gordon Jones         | Dózsa László                  |
| Törvényszolga                       | Burt Mustin          | Komlós András                 |
| 15-ös számú Rutland futballjátékos  | John Olszewski       | Trokán Péter                  |
| Védelmi miniszter asszisztense      | Robert Shayne        | Antal László                  |
| Humphrey Hacker                     | Leon Tyler           | Schnell Ádám                  |
| Esküdt                              | ?                    | Várkonyi András               |

## Érdekesség
A film eredetileg fekete-fehér volt, ám 1997-ben megjelent a színezett verziója VHS-en.

## Kapcsolódó filmek
- A szórakozott professzor (1961)
- Flubber – A szórakozott professzor (1997)